# Йон Мельберг
Йон Улоф Мельберг (швед. John Olof Mellberg, нар. 30 червня 2006, Бірмінгем, Англія) — шведський футболіст, центральний захисник австрійського клубу «Зальцбург».

## Ігрова кар'єра

### Клубна
Йон Мельберг є вихованцем шведського клубу «Броммапойкарна», де він почав займатися футболом у дев'ятирічному віці. У 2023 році захисника було переведено до першої команди клубу. Та вже в червні 2023 року Мельберг перейшов до австрійського «Зальцбурга», з яким підписав контракт до літа 2026 року.
Одразу Мельберга було відправлено в оренду до клубу Другої Бундесліги «Ліферінг» і там 28 липня захисник дебютував на професійному рівні.
Першу гру в основі «Зальцбурга» Мельберг провів 10 серпня 2024 в поєдинку чемпіонату Австрії проти «Лінца». В червні 2025 року Мельберг в складі «Зальцбурга» брав участь у Клубному чемпіонаті світу.

### Збірна
У 2025 році Йон Мельберг дебютував у складі молодіжної збірної Швеції. В червні 2025 року захисник викликався на товариські матчі до лав національної збірної Швеції але на поле того разу не виходив.

## Особисте життя
Йон народився в англійському Бірмінгемі, де в той час його батько — професійний футболіст Улоф Мельберг грав у складі місцевого клубу «Астон Вілла».